# Kneževina Antiohija
Kneževina Antiohija (1098–1268), križarska država, ki so jo ustanovili križarji med prvo križarsko vojno.

## Ustanovitev
Na pohodu v Sveto deželo se je križarska vojska v vzhodni Anatoliji razcepila: Baldvin Bulonjski je odšel proti vzhodu in ustanovil Grofijo Edeso, glavnina vojske pa je odšla proti jugu oblegat Antiohijo. Obleganje se je začelo oktobra 1097. Mestno obzidje je imelo več kot štiri sto obrambnih stolpov in je bilo skoraj nepremagljivo, zato je obleganje je trajalo celo zimo. 
Spomladi je Bohemondu Tarantskemu uspelo prepričati poveljnika posadke enega od obrambnih stolpov, nekdanjega kristjana Firuza, da je spustil križarje v mesto. 3. junija 1098 je mesto padlo in sledil je pokol muslimanskega prebivalstva. Samo štiri dni kasneje je pred mestno obzidje prišla muslimanska vojska atabega Kerboge iz Mosula in začela oblegati dovčerajšnje oblegovalce. Bizantinski cesar Aleksej I. Komnen je s svojo vojsko prihajal križarjem na pomoč. Ko je izvedel, da so križarji mesto osvojili, se je vrnil domov in križarji so ostali brez prepotrebne pomoči.
Stanje v mestu je bilo kritično, vendar so križarji s pomočjo mistika Petra Bartolomeja obleganje vzdržali in na koncu celo premagali oblegovalce. Peter je trdil, da je imel videnje, v katerem ga je obiskal sveti Andrej in mu povedal, da je v Antiohiji Sveta sulica, s katero so prebodli Kristusa na križu. Sulico so iskali v katedrali sv. Petra in jo nazadnje našli. Čeprav je večina križarjev menila, da gre za prevaro, je morala križarjev zrasla. Z novoodkrito relikvijo v roki se je Bohemond na čelu križarske vojske spopadel s Kerbogo pred mestnim obzidjem in ga čudežno porazil. Čudežno zato, ker naj bi se pred vojsko križarjev pojavila vojska svetnikov in pripomogla k zmagi. 
Po zmagi so se začela dogotrajna prerekanja, kdo bo vladal mestu. Nazadnje so zmagali italijanski Normani in Bohemond se je oklical za kneza. Bohemond je bil že prej alodialni knez Taranta v Italiji in je hotel to tradicijo nadaljevati na svojem novem ozemlju. Od bizantinskega cesarja, kateremu je v Bizancu prisegel zvestobo, ni niti poskusil dobiti naslova vojvode ali grofa, ker bi potem moral izpolniti svoje obveznosti. 
Med križarji je v tistem času izbruhnila epidemija neznane bolezni, verjetno tifusa, katere žrtev je bil tudi papeški legat škof Ademar iz Puya.

## Zgodnja zgodovina
V spopadu z Danišmendi leta 1100 je bil Bohemond ujet in regent kneževine je postal njegov nečak Tankred. Tankred je razširil meje kneževine in zasedel bizantinski mesti Tarz in Latakijo. Bohemonda so leta 1103 osvobodili in leta 1105 je odšel v Italijo po okrepitve, Tankred pa je ostal regent. Z okrepljeno vojsko je leta 1107 napadel Bizantince, vendar je bil leta 1108 je bil v bitki pri Draču odločilno poražen in moral podpisati mirovno pogodbo: Antiohija naj bi po Bohemondovi smrti postala vazalna država Bizantinskega cesarstva - kar je pravzaprav obljubil že leta 1097 v Bizancu. 
Bohemond se je spopadal tudi z Baldvinom Bulonjskim in Joscelinom iz Grofije Edesa za oblast v Alepu, v času ko sta bila Baldvin in Joscelin v ujetništvu, pa je bil celo regent Edese. 
Bohemond je kasneje še enkrat prepustil regentstvo Tenkredu in se odpravil v Italijo, kjer je leta 1111 umrl. Aleksej I. je po njegovi smrti zahteval od Tankreda vrnitev kneževine Bizancu, kot je veleval sporazum iz leta 1108, vendar Tankred, s podporo Grofije Tripoli in Jeruzalemskega kraljestva, zahteve nikoli ni izpolnil. 
Tankred je leta 1112 umrl in nasledil ga je Bohemond II. pod regentstvom Tankredovega nečaka Rogerija Salernskega. 27. junija 1119 je bil Rogerij v bitki na Ager sanguinis (krvavo polje) ubit in Antiohija je postala vazalna država Jeruzalemskega kraljestva s kraljem Baldvinom II. kot regentom. Regentstvo je trajalo do leta 1126, čeprav je bil Baldvin večino tega časa v ujetništvu v Alepu. Za njim je samo štiri leta vladal Bohemond II., ki je bil poročen z Baldvinovo hčerko Alico. Po njegovi smrti ga je nasledila mladoletna hčerka Konstanca, Baldvin pa je bil spet regent vse do svoje smrti leta 1131. Na oblast je prišel Fulk Jeruzalemski, Konstanco, ki je imela komaj deset let, pa so leta 1136 poročili z Rajmondom Poitierskim, ki jih je imel 36.
Rajmond je, tako kot njegovi predhodniki, spet napaded bizantinsko provinco Kilikijo. Tokrat je cesar Ivan II. Komnen krepko udaril nazaj. Leta 1138 je prišel v Antiohijo in prisilil Rajmonda, da mu priseže zvestobo, zaradi upora, ki ga je organiziral Joscelin II. Edeški, pa se je moral umakniti. 
Ivan II. je načrtoval osvojitev vseh križarskih držav, vendar je ga leta 1142 prehitela smrt.

## Antiohija v Bizantinskem cesarstvu
Po padcu Edese leta 1144 je v drugi križarski vojni Antiohijo napadel atabeg Mosula Nur ad-Din in osvojil večino vzhodnega dela kneževine. Leta 1149 je bil v bitki pri Inabu Rajmond ubit. Kneževino je nasledila Rajmondova vdova Konstanca, vendar je vse do njene poroke z Rajnaldom Chantillonskim leta 1153 kneževini kot regent vladal Baldvin III. Jeruzalemski. Tudi Rajnald se je kmalu sprl z Bizantinci, tokrat na Cipru. S cesarjem Manuelom I. Komnenom je leta 1158 sklenil mir in naslednje leto je Manuel v Antiohiji osebno prevzel oblast. Od takrat je bila Antiohija bizantinska vazalska država vse do Manuelove smrti leta 1180. Mirovni sporazum je predvidel, da kneževina prispeva v bizantinsko vojsko kontingent vojakov, cesarska vojska pa prevzame obrambo kneževine. 
Rajnalda so leta 1160 ujeli muslimani in regentstvo je prevzel antioški patriarh. Rajnalda so leta 1176 izpustili, vendar se nikoli ni vrnil v Antiohijo. Medtem se je Manuel poročil s Konstancino hčerko Marijo, Antiohiji pa je uradno vladala Konstanca, dokler je niso leta 1163 odstavili. Zamenjal jo je sin Bohemond III.. Bohemonda je naslednje leto v bitki pri Harrimu ujel Nur ad-Din in reka Oront je postala stalna meja med Antiohijo in Alepom. Bohemond se je vrnil v Antiohijo leta 1165. Poročil se je z eno od nečakinj cesarja Manuela nečakinj in v mestu postavil patriarha grško pravoslavne veroizpovedi.
S smrtjo cesarja Manuela leta 1180 se je zavezništvo končalo. Antiohija je bila prikrajšana za bizantinsko vojaško zaščito, ki je bila v zadnjih dvajsetih letih še kako dobrodošla v bojih Nur ad-Dinom. Kneževini je s pomočjo italijanskih mestnih držav kljub temu uspelo preživeti Saladinove napade na Jeruzalemsko kraljestvo leta 1187. 
V tretji križarski vojni niti Antiohija niti Tripoli nista sodelovala, čeprav so se ostanki vojske cesarja Friderika Barbarosse leta 1190 za kratek čas ustavili v mestu, da bi pokopali svojega kralja. Sin Bohemonda III., tudi on je bil Bohemond, je po bitki pri Hattinu postal grof Tripolija, njegov najstarejši sin Rajmond pa se je leta 1194 poročil z armensko kneginjo. Bohemond III. je leta 1201 umrl.
Bohemondova smrt je sprožila spore za oblast med Antiohijo, ki jo je predstavljal Bohemond Tripolijski, in Armenijo, ki jo je predstavljal vnuk Bohemonda III. Rajmond-Roupen. Leta 1207 je oblast prevzel Bohemond Tripolijski kot Bohemond IV. V letih od 1216 do 1219 ga je s prestola za nekaj časa izrinil Rajmond. 
Leta 1233 je Bohemond umrl in prestol je nasledil njegov sin kot Bohemond V., ki ni igral nobene pomembne vloge niti v peti križarski vojni, v kateri je Sveti Rimski cesar Friderik II. hotel ponovno osvojiti Jeruzalem, niti v šesti niti v sedmi križarski vojni, ki jo je vodil francoski kralj Ludvik IX..

## Padec kneževine
Leta 1254 se je Bohemond VI. poročil z armensko kneginjo Sibilo in vojna z Armenijo se je končala. Leta 1259–1260 sta se Bohemond VI. in njegov tast, armenski kralj Hetum I., združila z Mongoli. Skupaj so premagali muslimane v Siriji in zavzeli Alep, kasneje pa še Damask.
Ko so bili Mongoli leta 1260 v bitki pri Ain Jalutu poraženi, je Antiohijo začel ogrožati Baibar, ki je bil sicer armenski vazal, a je imel podporo Mongolov. Baibar je leta 1268 zavzel Antiohijo, kmalu zatem pa še celo severno Sirijo in Kneževina Antiohija je izginila z zgodovinskega prizorišča. Vladarski naslov »knez Antiohije« se je prenesel najprej na grofe Tripolija, ko so ti izumrli pa na kralje Cipra. Na ciprskem dvoru so ta naslov včasih podeljevali mlajšim članom kraljeve družine.

## Geografija in demografija
Kneževina Antiohija je bila po velikosti mnogo manjša od Edese in Jeruzalema. Obsegala je ozemlje na severo vzhodnem kotu Sredozemskega morja ob reki Oront. Na jugu je mejila na Grofijo Tripoli, na vzhodu na Edeso, na severozahodu pa na Bizantinsko cesarstvo ali na Armenijo, odvisno od obdobja. V 12. stoletju je imela najbrž okrog 20.000 prebivalcev, večinoma Armencev in grških pravoslavnih kristijanov, zunaj mesta tudi nekaj muslimanov. Večina križarskih prebivalcev je bila normanskega porekla iz južne Italije, ker so se vladarji želeli obdati z zvestimi podložniki. Ne glede na to, da je bilo rimokatolikov malo, so imeli od leta 1100 latinski patriarhat.